# Équipe de Grèce de Coupe Davis
L'équipe de Grèce de Coupe Davis (en grec moderne : Εθνική ομάδα Ντέιβις Καπ Ελλάδας) représente la Grèce à la Coupe Davis. Elle est placée sous l'égide de la Fédération grecque de tennis.

## Historique
Créée en 1927, l'équipe de Grèce de Coupe Davis n'a jamais participé au groupe mondial mais a atteint le groupe I Europe-Afrique en 2002 et 2004. Dans le précédent format, elle est demi-finaliste de la zone européenne en 1933, 1967 et 1970. Le meilleur joueur de l'histoire de la Grèce, Stéfanos Tsitsipás, représente son pays pour la première fois en 2019.

## Joueurs de l'équipe
- Stéfanos Tsitsipás
- Michaíl Pervolarákis (en)
- Márkos Kalovelónis (en)
- Pétros Tsitsipás